# Nàpata
Nàpata (en grec antic: Νάπατα Nápata; en llatí: Napăta) fou la capital de Núbia o Kush, establerta més tard de l'any 1500 aC, després que abans ho fora Kerma. El regne de Nàpata es confon amb el regne de Núbia.

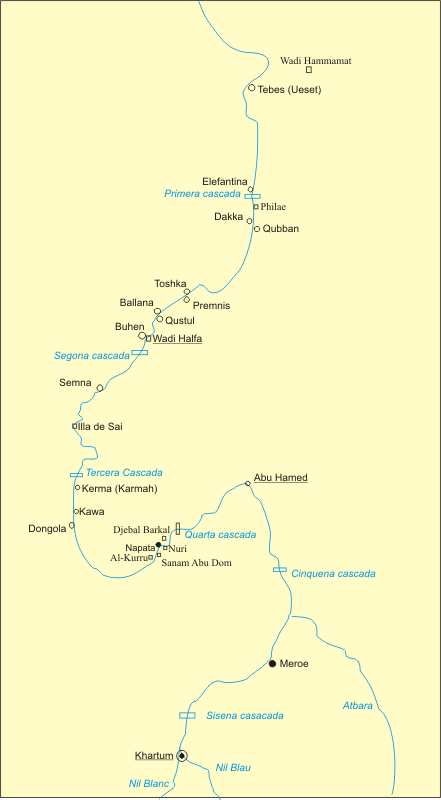
Localització de Nàpata o Núbia

Fou fundada pels egipcis (Tutmosis III) com a centre administratiu el 1460 aC però mai va tenir aquestes funcions per als egipcis, i temps després va esdevenir capital dels nubians en afluixar Egipte el control del país (vers el 1100 aC). Durant la dinastia XXV Nàpata fou el lloc d'origen dels faraons i potser la capital d'Egipte i lloc d'entronització. Els faraons nubians d'Egipte van perdre aquest país davant els assiris, i van tornar a Nàpata; fou saquejada per Egipte (Psammètic II) el 590 aC i la capital es va traslladar a Mèroe i des de llavors es coneix com a Regne de Mèroe. El 24 aC fou saquejada pels romans sota el comandament de Publi Petroni (Petronius).
La seva necròpolis principal fou Al-Kurru (800-650 aC) que després fou substituïda per Nuri (700-300 aC) i per Sanam Abu Dom (700-425 aC). Al Gebel Barkal (Muntanya Pura) també hi ha piràmides i tombes, a més de tretze temples i tres palaus.
El temple millor conservat és el d'Ammó-Ra (v. 1500 aC, ampliat més tard).
La regió ha estat excavada el 1916, 1918 i 1919.
- Per als reis de Nàpata, vegeu Núbia.